# Nyctalus azoreum
Вечірниця азорська (Nyctalus azoreum) — вид рукокрилих родини Лиликові (Vespertilionidae). Генетичні дослідження показали, що вона виникла недавно з Nyctalus leisleri які колонізували Азорських островів, і має низький рівень генетичної дивергенції від виду батьків. Проте він набагато менший за розмірами, і менше важить, і має темніше хутро.

## Поширення
Країни проживання: Португалія (Азорські острови). Висотний діапазон поширення: від рівня моря до 600 м.

## Стиль життя
Харчується в природних і напівдиких місцевостях островів. Часто їх бачать навколо штучного освітлення (наприклад, ліхтарі). Більшість материнських колоній, ймовірно, розташовані в будівлях, деревах і ущелинах. Полює на комах переважно вдень.

## Морфологія
Досягла розмірів тіла 51-57 мм, розмах крил близько 300 мм. Коротка шерсть щільно прилягає; в цілому забарвлення тіла від червонувато-коричневого до темно-коричневого, блискуче.